# Spencer Frederick Gore
Pour les articles homonymes, voir Gore.
Spencer Frederick Gore, né le 26 mai 1878 à Epsom et mort le 27 mars 1914 à Richmond, est un artiste peintre britannique. Marqué par le postimpressionnisme, il est, en 1911, le premier président du Camden Town Group.

## Biographie

### Formation et premiers groupes
Spencer Frederick Gore est le fils de Amy Margaret Smith et de Spencer Gore, champion de tennis réputé. Son oncle est le théologien Charles Gore ; il descend d'Arthur Gore, 2e comte d'Arran. Après de premières études à Harrow School, il entre à la Slade School of Fine Art ; il a pour condisciple Harold Gilman, Augustus John, Wyndham Lewis et Albert Rutherston (1881-1953).
En 1902, il visite Madrid en compagnie de Wyndham Lewis.
En 1904, Rutherston lui fait rencontrer Walter Sickert — qui venait d'exposer à Paris chez Bernheim-Jeune —, lors d'un séjour à Bailleul-Neuville, près de Dieppe. Peu après, il retrouve Sickert dans son atelier londonien, au 19 Fitzroy Street, où les rejoindront Lucien Pissarro, Harold Gilman et Charles Ginner. Durant l'hiver, il rencontre Lucien Pissarro qui expose au New English Art Club. L'année suivante, il loue un atelier au 21 Fitzroy Street, non loin de l'un des ateliers de Sickert, avec qui il exécute des esquisses lors des spectacles donnés au Bedford Music Hall.
En 1906, il effectue un séjour dans la maison de Sickert à Dieppe et visite la grande exposition Gauguin à Paris.
À compter du printemps 1907, tous les samedis, Gore, Sickert, Harold Gilman, Robert Bevan, Anna Hope Hudson et Ethel Sands, Lucien Pissarro, William Rothenstein et son frère Albert Rutherston, prennent l'habitude de se réunir dans l'atelier du 19 Fitzroy Street. Ils constituent, de façon informelle, le « Fitzroy Street Group ».
À partir de 1908, et jusqu'en 1913, il correspond avec John Doman Turner, lui prodiguant des conseils artistiques et techniques ; le jeune artiste, sourd et peu sûr de lui, retrouva dans cet échange formateur, confiance en lui.
En 1909, il devient membre du New English Art Club et déménage au 31 Mornington Crescent, Camden Town.
En 1910, il collabore à la revue The Art News, témoignant du troisième salon londonien de l'« Allied Artists' Association », qui se tient au Royal Albert Hall, et se veut le pendant de la Société des artistes indépendants (Paris).
En mars 1911, défiant la Royal Academy of Arts jugée trop conservatrice, il cofonde avec 15 autres peintres, dont John Doman Turner, le Camden Town Group et en devient le premier président. Jusqu'en décembre 1912, le groupe organise trois expositions collectives à la Carfax Gallery (Londres).
En janvier 1912, il épouse Mary Joanna Kerr (« Molly », ?-1968), dont deux enfants, prénommés Margaret Elizabeth (1912–1994) et Frederick John Pym (1913–2009). Ce dernier deviendra peintre sous le nom de Frederick Gore (en). La même année, il s'attelle, avec Charles Ginner, à la conception de la décoration d'un nightclub londonien fondée par Frida Uhl, The Cave of the Golden Calf (en), situé 3-9 Heddon Street.
En 1913, il devient membre de The London Group.

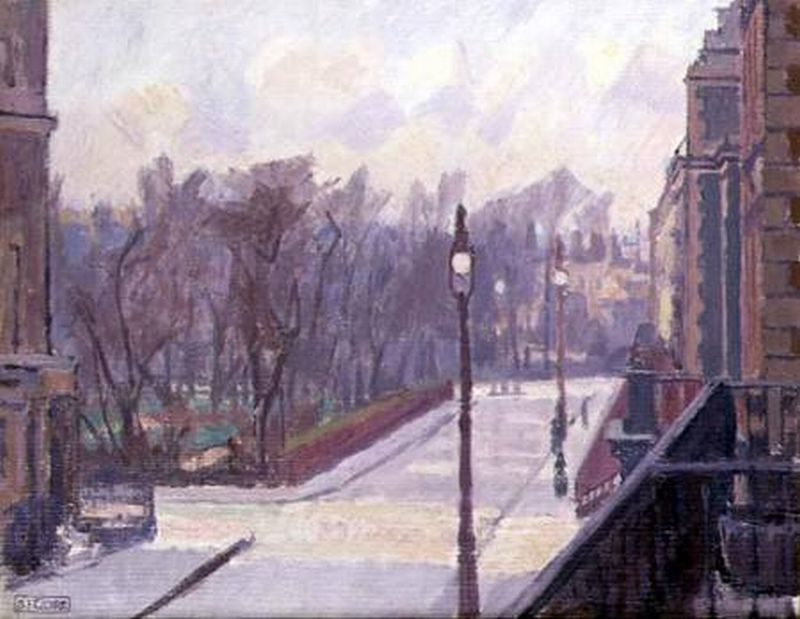
Hartington Square, huile sur toile, vers 1913.

### Derniers mois: une production prometteuse
Entre la fin de l'été 1913 et mars 1914, Gore produit vingt-deux paysages inspirés de Richmond, ville où il vient de s'installer avec sa famille. Sa toile intitulée Harlington Square témoigne de sa nouvelle technique, marquée par le postimpressionnisme. L'une de ses dernières toiles est intitulée From a Window in Cambrian Road, Richmond, exécutée depuis le balcon de son logement.
Gore meurt des suites d'une pneumonie, le 27 mars 1914. Il est enterré à Hertingfordbury, dans le village où vivait sa mère.
Trois mois après son décès, le premier numéro de la revue Blast, organe du vorticisme, reproduit deux toiles de Gore, Brighton Pier et Richmond Houses. Le rédacteur en chef, Wyndham Lewis, lui rend hommage en rédigeant sa nécrologie, le décrivant comme étant un « artiste déterminé, travailleur, avec un côté presque romantique, ayant pour passion la réprésentation des atmosphères londoniennes délicates qui l'entouraient, une conception grise de la vie d'artiste, entre douceur et finesse, qui auraient mûri en un art  personnel et généreux ».

## Conservation
États-Unis :
- Design for Deer Hunting Mural in the Cabaret Theatre Club, huile sur papier, 1912, Centre d'art britannique de Yale.

Royaume-Uni :
- Richmond Park (Group of Treses), Londres, Tate Gallery.
- Richmond Park, huile sur toile, 1914, Oxford, Ashmolean Museum.
- Wood in Richmond Park, Birmingham Art Gallery.

## Expositions
- Londres, Paterson and Carfax Gallery, 1920.
- La Tate organise en 2008-2009 une exposition rétrospective intitulée The Camden Town Group in Context, dans laquelle le travail de Gore est largement représenté[11].